# Aleksandrovski kremelj
Aleksandrovski kremelj (rusko Александровский кремль, latinizirano: Aleksandrovskij kreml' ali Алекса́ндровская слобода́, Aleksándrovskaja slobodá) je bila stara ruska trdnjava v sedanjem  Aleksandrovu, Vladimirska oblast, Ruska federacija. Od leta 1564 do 1581 je bila prestolnica opričnine v Moskovski veliki kneževini.

## Zgodovina
Vas Aleksandrovskaja je bila ustanovljena sredi 14. stoletja. Veliki knez Moskovske kneževine Vasilij III. (vladal 1505-1533) je v vasi zgradil podeželsko palačo, kamor je vodil svojo družino in cel dvor. Palače se ni ohranila.
Stolnica Priprošnje Blažene device, je bila posvečena leta 1513. Kasneje je bila posvečena Sveti trojici. Njen videz se je od 16. stoletja nekoliko spremenil. Nekateri arhitekturni detajli,   na primer okna, so iz kasnejšega obdobja. Zunanji deli stolnice so bili prvotno zgrajeni iz rdeče opeke in belega kamna. Kasneje so bili pobeljeni. Nekaj fresk v notranjosti stolnice in okrašeni portali iz belega kamna so iz 14. stoletja. 
Ivan Grozni se je v Aleksandrovski kremelj preselil leta 1565. Rezidenco so takoj utrdili z visoko palisado in jarkom. Vas je postala aktualna prestolnica ruske države. V trdnjavi je bila leta 1565 ustanovljena opričnina, naslednje leto pa je iz vasi krenil pohod proti Novgorodski republiki. 
Car je iz Novgoroda kot plen pripeljal slavna vrata stolnice Svete Sofije (zgrajena 1336) in jih vgradil v južni vhod aleksandrovske stolnice Svete trojice. Na vratih so verske in fantazijske podobe, na primer kentaver. Vrata so bila izdelana s staro tehniko: ko so bila izrezljana, so jih natrli s tekočim zlatim amalgamom.  
Zahodni vhod je bil okrašen z več starimi vrati, izdelanimi v letih 1344-1358, ki jih je Ivan IV. odpeljal iz cerkve Kristusove preobrazbe v Tveru. Na enih od vrat je  še vidna izjedkana podoba Svete trojice. 
Aleksandrovski kremelj je bil tudi mesto, kjer je car sprejemal ambasadorje številnih evropskih držav, vključno s Švedsko, Dansko, Avstrijo, Anglijo in Poljsko.
Ivan Grozni je trdnjavo zapustil leta 1581 in se nikoli več vrnil. Ženski samostan Marijinega vnebovzetja je bil ustanovljen v drugi polovici 17. stoletja.
V sovjetskem obdobju sta trdnjava in nekdanji samostan služila za muzej. Zdaj sta v kremlju muzej in ponovno odprti ženski samostan.

## Galerija
- Kremeljsko obzidje, Novgorodska in Tverska vrata
- Cerkev Marije priprošnjice; (16.-17. stoletje)
- Samostanska cerkev - zvonik (16.-17. stoletje)
- Cerkev Svete trojice (16.-17. stoletje)
- Cerkev Marijinega vnebovzetja
- Cerkev Kristusove predstavitve
- Cerkev mučenca Fjodorja Stratilata (1682, 1858—1890)
- Samostanske celice
- Vodni šotor
- Priorjeva rezidenca
- Kmečka koča